# Tour de Boussine
Tour de Boussine är en bergstopp i Schweiz.   Den ligger i distriktet Entremont och kantonen Valais, i den södra delen av landet, 110 km söder om huvudstaden Bern. Toppen på Tour de Boussine är 3 799 meter över havet, eller 56 meter över den omgivande terrängen. Bredden vid basen är 0,49 km.
Terrängen runt Tour de Boussine är huvudsakligen mycket bergig. Närmaste större samhälle är Bagnes, 18,3 km nordväst om Tour de Boussine. 
Trakten runt Tour de Boussine består i huvudsak av gräsmarker. Runt Tour de Boussine är det glesbefolkat, med 12 invånare per kvadratkilometer.